# Gardeja (gromada)
Gardeja – dawna gromada, czyli najmniejsza jednostka podziału terytorialnego Polskiej Rzeczypospolitej Ludowej w latach 1954–1972.
Gromady, z gromadzkimi radami narodowymi (GRN) jako organami władzy najniższego stopnia na wsi, funkcjonowały od reformy reorganizującej administrację wiejską przeprowadzonej jesienią 1954 do momentu ich zniesienia z dniem 1 stycznia 1973, tym samym wypierając organizację gminną w latach 1954–1972.
Gromadę Gardeja z siedzibą GRN w Gardei utworzono – jako jedną z 8759 gromad na obszarze Polski – w powiecie kwidzyńskim w woj. gdańskim na mocy uchwały nr 19/III/54 WRN w Gdańsku z dnia 5 października 1954. W skład jednostki weszły obszary dotychczasowych gromad Gardeja i Zebrdowo oraz miejscowości Otłowo, Otłów i Ujazd z dotychczasowej gromady Otłowo ze zniesionej gminy Gardeja w tymże powiecie, a także miejscowość Kalmuzy i stacja kolejowa Gardeja z dotychczasowej gromady Budy ze zniesionej gminy Rogóźno w powiecie grudziądzkim w woj. bydgoskim. Dla gromady ustalono 26 członków gromadzkiej rady narodowej.
1 stycznia 1959 do gromady Gardeja włączono miejscowość Otłówek ze znoszonej gromady Krzykosy w tymże powiecie.
1 stycznia 1972 do gromady Gardeja włączono miejscowości Czarne Dolne, Czarne Górne, Czarne Małe, Pawłowo i Przęsławek ze zniesionej gromady Czarne Dolne w tymże powiecie.
Gromada przetrwała do końca 1972 roku, czyli do kolejnej reformy gminnej. 1 stycznia 1973 w powiecie kwidzyńskim w woj. gdańskim reaktywowano zniesioną w 1954 roku gminę Gardeja (od 1999 w woj. pomorskim).